# Uogólniona hipoteza Riemanna
Uogólniona hipoteza Riemanna (ang. generalized Riemann hypothesis, GRH, nie mylić z: grand Riemann hypothesis) – hipoteza z zakresu teorii liczb będąca uogólnieniem hipotezy Riemanna. Oba problemy dotyczą liczb pierwszych. Pierwotna hipoteza Riemanna dotyczy jedynie rozmieszczenia zer funkcji zeta Riemanna, uogólniona hipoteza zaś postuluje to samo dla znacznie szerszej klasy funkcji L Dirichleta. Różnica objawia się tym, że hipoteza Riemanna w równoważnej postaci mówi o szacowaniu liczby wszystkich liczb pierwszych w danym przedziale, a uogólniona hipoteza Riemanna – o liczbie liczb pierwszych w ciągach arytmetycznych.

## Treść hipotezy
Uogólnioną hipotezę Riemanna po raz pierwszy sformułował najprawdopodobniej Adolf Piltz w 1884 r.
Niech {\displaystyle \chi } będzie charakterem Dirichleta modulo {\displaystyle q.} Jest to całkowicie multiplikatywna funkcja arytmetyczna, spełniająca warunki {\displaystyle \chi (n+q)=\chi (n)} oraz {\displaystyle \chi (n)=0} jeśli {\displaystyle (n,q)>1}. Funkcję L Dirichleta definiujemy jako
{\displaystyle L(s,\chi )=\sum _{n=1}^{\infty }{\frac {\chi (n)}{n^{s}}}}
dla {\displaystyle \Re (s)>1} (gdzie jest to szereg zbieżny) oraz jako przedłużenie analityczne tej funkcji na całą płaszczyznę zespoloną. Wówczas, jeśli {\displaystyle s} nie jest ujemną liczbą rzeczywistą, to {\displaystyle L(s,\chi )=0} wtedy i tylko wtedy, gdy {\textstyle \Re (s)={\frac {1}{2}}.}
Przypadek stałego charakteru {\displaystyle \chi (n)=1} to klasyczna hipoteza Riemanna.

## Liczby pierwsze w ciągach arytmetycznych
Znaczenie uogólnionej hipotezy Riemanna ujawnia się przy próbach dowodzenia jak najdokładniejszych szacowań na liczbę liczb pierwszych w ciągach arytmetycznych. Oznaczmy przez {\displaystyle \pi (x;q,a)} liczbę liczb pierwszych {\displaystyle p\equiv a\;({\text{mod}}\;q),} {\displaystyle p\leqslant x.} Zakładając prawdziwość GRH, można wykazać, że
{\displaystyle \pi (x;q,a)={\frac {{\text{Li}}(x)}{\varphi (q)}}+O({\sqrt {x}}\log(qx)),}
gdzie {\displaystyle {\text{Li}}} oznacza logarytm całkowy, {\displaystyle \varphi } to tocjent Eulera, a {\displaystyle \log } w tym wypadku oznacza logarytm naturalny. Powyższa zależność wynika z postaci drugiej funkcji Czebyszewa,
{\displaystyle \psi (x;q,a)=\sum _{\begin{array}{c}n\leqslant x\\n\equiv a({\text{mod }}{q})\end{array}}\Lambda (n),}
gdzie {\displaystyle \Lambda } to funkcja von Mangoldta. Dla {\displaystyle q>1,} {\displaystyle (q,a)=1} i {\displaystyle 1\leqslant T\leqslant x} funkcję tę można wyrazić jako
{\displaystyle \psi (x;q,a)={\frac {x}{\varphi (q)}}-{\frac {1}{\varphi (q)}}\sum _{\chi {\text{ mod }}q}{\overline {\chi (a)}}\sum _{\begin{array}{c}\rho \\|\Im (\rho )|\leqslant T\end{array}}{\frac {x^{\rho }-1}{\rho }}+O\left({\frac {x}{T}}(\log(xq))^{2}\right),}
gdzie {\textstyle \sum _{\rho }} oznacza sumę po zerach funkcji {\displaystyle L(s,\chi )} na {\displaystyle 0\leqslant \Re (s)\leqslant 1.}

### Dokładność szacowania
Błąd {\displaystyle O({\sqrt {x}}\log(qx))} występujący w przypadku GRH jest o wiele mniejszy niż inne znane wyniki, takie jak twierdzenie Dirichleta czy twierdzenie Siegela-Walfisza. Ze względu na tę dokładność GRH wykorzystuje się często przy warunkowych dowodach innych twierdzeń. Czasami jednak okazuje się, że ten wynik można zastąpić wynikiem „uśrednionym”, tj. twierdzeniem Bombieriego-Winogradowa.
Powyższe mówi, że dla stałej {\displaystyle A>0} istnieje stała {\displaystyle B=B(A)>0} taka, że dla {\displaystyle Q={\sqrt {x}}(\log x)^{-B}} zachodzi
{\displaystyle \sum _{q\leqslant Q}\max _{(a,q)=1}\max _{y\leqslant x}\left|\pi (y;q,a)-{\frac {\pi (y)}{\varphi (q)}}\right|=O\left({\frac {x}{(\log x)^{A}}}\right).}

## Wnioski z hipotezy
Oprócz samego szacowania funkcji {\displaystyle \pi (x;q,a),} prawdziwość uogólnionej hipotezy Riemanna pociąga za wiele innych twierdzeń.
Jeśli GRH jest prawdą, to każda liczba pierwsza {\displaystyle p} posiada pierwiastek pierwotny (generator grupy multiplikatywnej) wielkości {\displaystyle O((\log p)^{6})}.
Słaba hipoteza Goldbacha jest wnioskiem z GRH.